# Juliana Rimane
Juliana Rimane (sinh ngày 22 tháng 1 năm 1959 tại Kourou, Guiana thuộc Pháp) là một chính trị gia từ Guiana thuộc Pháp, được bầu vào Quốc hội Pháp năm 2002.